# Caccodes minutus
Caccodes minutus is een keversoort uit de familie soldaatjes (Cantharidae). De wetenschappelijke naam van de soort werd in 1922 gepubliceerd door Leng & Mutchler.